# Нют (Нидерланды)
Нют (лимб. Nut) — деревня в общине Бекдален, нидерландской провинции Лимбург. До 2019 года деревня была центром отдельной общины Нют. В 2007 году в деревне жило 5548 жителей, что делало деревню крупнейшей в общине. Древнейшие следы поселений на территории деревни образования датируются уже примерно 3000 года до нашей эры.